# Les Limiers
Pour les articles homonymes, voir Le Limier.
Les Limiers (en grec ancien Ἰχνευταί / Ikhneutaí) est un drame satyrique fragmentaire de Sophocle.

## Argument
Ce drame a été mis au jour grâce à la découverte en 1912 de fragments en Égypte. Il évoque un Hermès enfant, faisant de la musique pour la première fois, et les satyres l’écoutant avec étonnement. Il reprend directement le sujet de l’Hymne homérique à Hermès.
Sa date de composition est inconnue, mais les critères stylistiques et métriques font imaginer que le drame est sans doute antérieur à 440 av. J.-C.

## Résumé
Les vaches et les bœufs d’Apollon ont été volés. Il déclare qu'il donnera de l'or à ceux qui trouveront le coupable. Silène arrive avec les satyres, ses enfants. Apollon, dont ils sont les serviteurs, leur promet aussi la liberté s'ils trouvent le voleur. Silène et sa troupe de satyres partent à sa recherche. Il demande au public si quelqu'un a vu le voleur. Ils se trouvent près de la grotte où vit Cyllène, la mère d'Hermès. Les satyres trouvent des traces de pas de la même mesure que celles des vaches d'Apollon. Ils entendent aussi un « son grave et vibrant » qui leur semble suspect. Les jeunes satyres voient alors les traces faire demi-tour. Silène les réprimande sur leurs manières de chercher, qui sont comiquement inefficaces. Le son se répète, mais Silène ne l'entend pas. Tous les autres satyres s'inquiètent et Silène leur reproche leur lâcheté. Ils reprennent leurs recherches, Silène en avant : il ne cesse de les critiquer. Le son retentit de nouveau, mais cette fois-ci Silène l'entend. Il s'enfuit de terreur. Cyllène apparaît devant sa grotte, elle s'agace de la présence des satyres qui font beaucoup de bruit. Les satyres la questionnent sur l'origine des sons étranges qu'ils ont entendus. Elle leur explique qu'elle a eu une relation avec Zeus, et que pour qu'Héra ne le sache pas, elle se cache dans cette grotte avec Hermès, son enfant ; celui-ci grandit très vite, et cela l'inquiète. Elle leur raconte qu'il a créé un instrument avec une carapace d'un bête morte. Les satyres tentent de deviner laquelle, mais Cyllène leur révèle finalement qu'il s’agit d'une tortue puis leur explique comment il a fait : il a tendu une peau sur la carapace. Les satyres sont alors persuadés qu'il s'agit de leur voleur, qui a utilisé les dépouilles des vaches volées à Apollon. Cyllène est persuadée que ces accusations sont fausses, en effet, elle pense que le fils de Zeus ne pourrait commettre un vol – mais les satyres n'en démordent pas.
C'est à partir d'ici que le texte est perdu.